# عیسی ترائوره
عیسی ترائوره (به انگلیسی: Issa Traoré) (زادهٔ ۹ سپتامبر ۱۹۷۹ در باماکو) بازیکن سابق فوتبال اهل مالی می‌باشد. او سابقهٔ عضویت در تیم‌های باشگاهی ایرانی چون پرسپولیس، پاس، سایپا، راه‌آهن، صنعت نفت و برق شیراز را نیز دارد. وی اولین گلزن خارجی تاریخ شهرآورد تهران نیز می‌باشد که در شهرآورد پنجاه و پنجم تهران موفق شد برای پرسپولیس دردقیقه (۷۰) گل تساوی را به ثمر برساند. او همچنین اولین بازیکن آفریقایی تاریخ باشگاه فوتبال پرسپولیس نیز می‌باشد.